# Thomomys monticola
Espèce
Statut de conservation UICN

 LC  : Préoccupation mineure
Thomomys monticola est une espèce de rongeurs de la famille des Geomyidae. Ce gaufre à larges abajoues se rencontre aux États-Unis.
L'espèce a été décrite pour la première fois en 1893 par le zoologiste américain Joel Asaph Allen (1838-1921).